# カルロス (アストゥリアス公)
ドン・カルロス・デ・アウストリア（Don Carlos de Austria, 1545年7月8日 - 1568年7月24日）は、スペインの王太子、アストゥリアス公。父はスペイン王フェリペ2世、母はポルトガル王女マリア・マヌエラでその長男。フェリペ3世の異母兄にあたる。
なお、スペイン・ハプスブルク家がスイス北東部（バーゼル近郊）のライン川上流域からドイツ南西部のバーデン地方を発祥とすることから、ドイツ語でカール・フォン・アストゥリエン（Karl von Asturien）と表記されることもある。

## 概要
当時のボヘミア大使の手紙によると「カルロスは肩の高さが違い、右足が左足より長く、頭が大きすぎる。胸はくぼみ、背中にこぶがある。まるで子供のように愚かしい質問ばかりする。高尚なことに興味を示したことはなく、食べることにしか関心がない。際限なく食べ続けているので、よくいろいろな病気にかかり、顔色はひどく悪く、長生きはできないだろう」とある。
父に反逆してネーデルランドに行こうとして逮捕監禁され、23歳で牢死した。
フランス国王アンリ2世の娘エリザベート・ド・ヴァロワと婚約していたが、父王フェリペ2世がエリザベートを3人目の王妃とした。カルロスの死の数か月後に、エリザベートは亡くなっている。
八十年戦争中のネーデルラントへの逃亡など、歴史的には実証されていないが、シラーの戯曲『ドン・カルロス』やヴェルディのオペラ『ドン・カルロ』で、エリザベートへの悲恋というフィクションが作り上げられ、悲劇的人物として知られる。

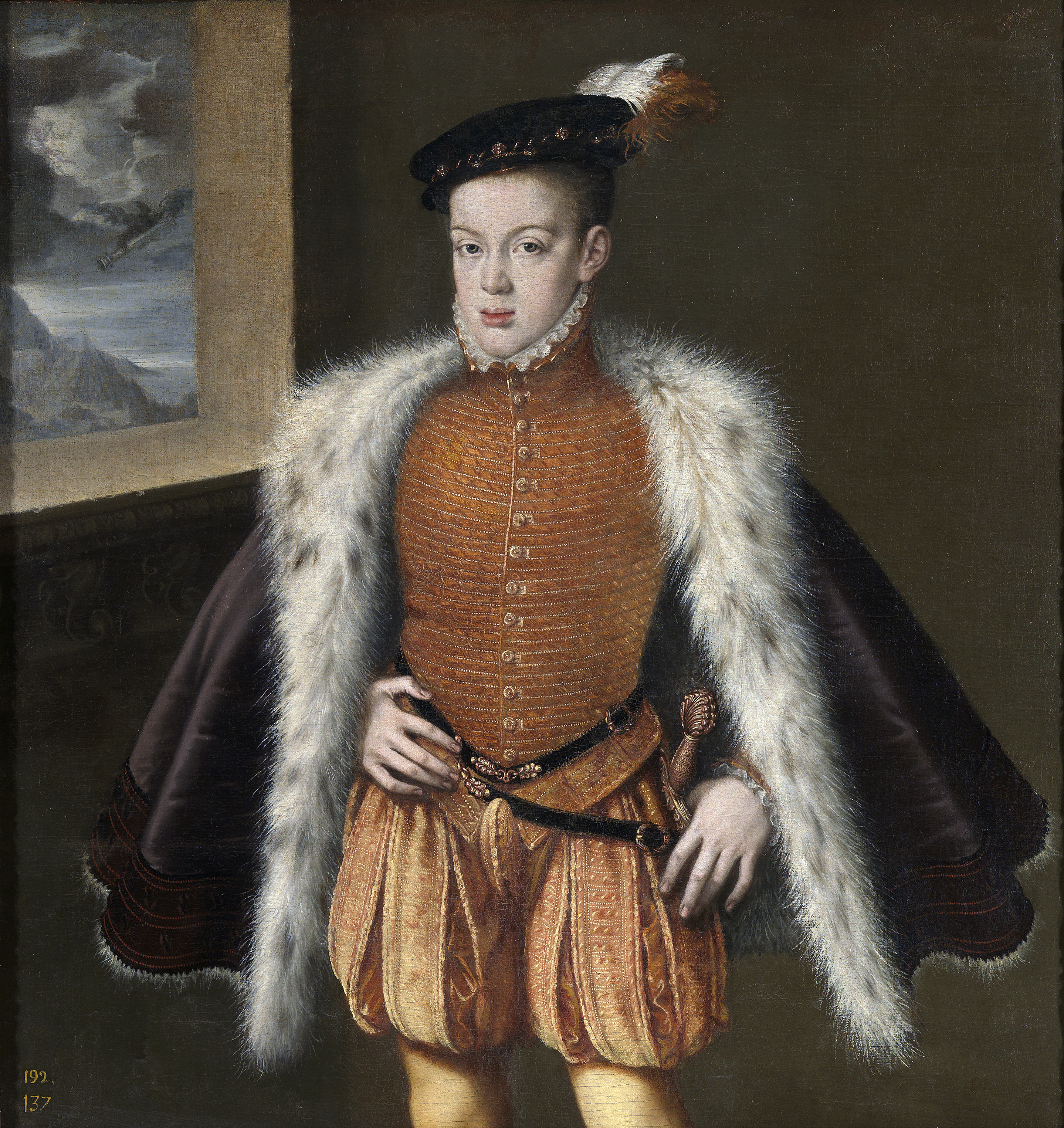
若きドン・カルロス・デ・アウストリア

## アストゥリアス公カルロスを題材とした作品
- ドン・カルロス - シラーの戯曲
- ドン・カルロ - ヴェルディ作曲のオペラ。
- ドン・カルロス - ミュージカル、宝塚歌劇雪組公演（2012年3月上演）。主演：音月桂、舞羽美海。